# سنور ذهبي آسيوي
السنور الذهبي الآسيوي (الاسم العلمي: Catopuma temminckii) أو ما يسمى غالباً بقط تومينك الذهبي نسبة إلى مكتشفه. هو أحد أنواع السنوريات متوسطة الحجم الذي يعيش في جنوب شرق آسيا.

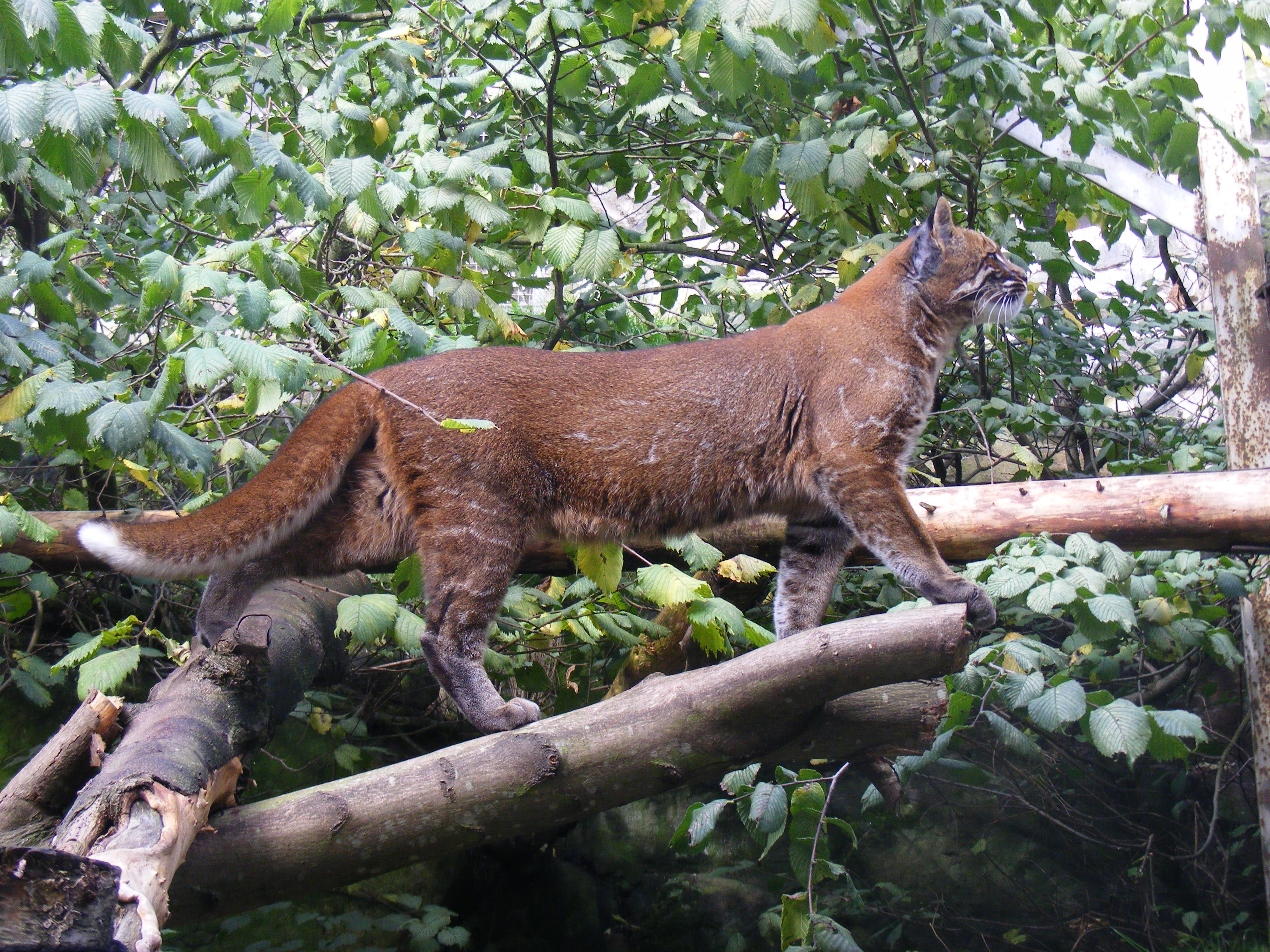
السنور الذهبي الآسيوي